# Gabriellino D'Annunzio
Gabriele Maria D'Annunzio, známý také jako Gabriellino D'Annunzio (10. dubna 1886 Řím – 18. prosince 1945 Řím), byl italský herec, režisér a syn slavného básníka Gabriele D'Annunzia.

Erb rodu D'Annunzio

## Život
Narodil se jako druhý syn Gabriela D'Annunzia a Marie Hardouin di Gallese a jeho jméno se skládalo z jmen rodičů. V divadle vystoupil s hrou La fiaccola sotto il moggio.
V roce 1918 se zamiloval do o deset let mladší Marie Teresy Briziové. V roce 1925 záhadně onemocněl, a tak jeho matka obvinila svou snachu, že jej otrávila. Zatímco Gabriellino trávil čas na klinice, jeho žena čekala ve vězení na soud. V roce 1926 zemřela na tuberkulózu. Jeho zrakové a nervové poruchy však byly pravděpodobně způsobeny syfilidou.
Vždy se vyskytoval po boku svého otce, a to i během války. V letech 1926–1929 si i přes některé neshody dopisoval s Mussolinim. Režíroval také film La nave, natočený podle opery svého otce.
Zemřel 18. prosince 1945 ve věku 59 let v důsledku nemoci, která ho v minulosti postihla.

## Filmografie
- La nave (1921)
- Quo vadis?, spolurežíroval Georg Jacoby (1924)